# Witbefwaaierstaart
De witbefwaaierstaart (Rhipidura coultasi) is een zangvogel uit de familie Rhipiduridae (waaierstaarten). Het is een voor uitsterven gevoelige soort op de Salomonseilanden.

## Taxonomie
Dit taxon werd in 1931 door de evolutiebioloog Ernst Mayr geldig als ondersoort van Cockerells waaierstaart (Rhipidura cockerelli) beschreven en vernoemd naar William Ferrell Coultas die de vogel op het eiland Malaita verzamelde.

## Herkening
De vogel is 17 tot 18 cm lang en lijkt sterk op Cockerells waaierstaart. Het is een donkergrijs met witte vogel, de bovenkant en de staart zijn donkergrijs, bijna zwart. De buik is wit, op de borst een grijze vlek met witte, vertikale streepjes en kenmerkend voor deze soort: een witte bef die bij de Cockerells waaierstaart ontbreekt.

## Verspreiding en status
De vogel is endemisch op het eiland Malaita (Salomonseilanden). De leefgebieden van de soort liggen in vochtig tropisch bos in laagland en tot op hoogten van 1150 m boven zeeniveau. De vogel staat als gevoelig op de Rode Lijst van de IUCN door ontbossing op dit eiland.